# Rheinmünster
Rheinmünster è un comune tedesco di 6 561 abitanti, situato nel land del Baden-Württemberg.